# Belp
Belp é uma comuna da Suíça, no Cantão Berna, com cerca de 9.710 habitantes. Estende-se por uma área de 17,60 km², de densidade populacional de 552 hab/km². Confina com as seguintes comunas: Allmendingen, Belpberg, Gerzensee, Kehrsatz, Münsingen, Muri bei Bern, Rubigen, Toffen, Wald.
A língua oficial nesta comuna é o Alemão.